# Louis-Charles Caigniez
Louis-Charles Caigniez (Arràs, 13 d'abril de 1762 - París, 19 de febrer de 1842) va ser un dramaturg francès.

## Obres
- Androclès, ou le Lion reconnaissant (1804)
- Le Faux Alexis, ou Mariage par Vengeance (1807)
- Jean de Calais (1815)
- La Belle au bois dormant (1822)
- La Fille adoptive, ou les deux mères rivales (1810)
- La Forêt d'Hermanstadt (1805)
- La Morte vivante (1813)
- Le Juif-Errant (1812)
- Les Amants en poste (1804)
- La Pie voleuse ou la Servante de Palaiseau, melodrama en 3 actes de Louis-Charles Caigniez i Théodore Baudouin d'Aubigny, Théâtre de la Porte-Saint-Martin, 29 d'abril de 1815
- Les Corbeaux accusateurs (1817)
- Les Enfants du bûcheron (1809)
- Ugolin, ou la Tour de la Faim (1821)